# Stare Kurowo (gromada)
Stare Kurowo – dawna gromada, czyli najmniejsza jednostka podziału terytorialnego Polskiej Rzeczypospolitej Ludowej w latach 1954–1972.
Gromady, z gromadzkimi radami narodowymi (GRN) jako organami władzy najniższego stopnia na wsi, funkcjonowały od reformy reorganizującej administrację wiejską przeprowadzonej jesienią 1954 do momentu ich zniesienia z dniem 1 stycznia 1973, tym samym wypierając organizację gminną w latach 1954–1972.
Gromadę Stare Kurowo z siedzibą GRN w Starym Kurowie utworzono – jako jedną z 8759 gromad na obszarze Polski – w powiecie strzeleckim w woj. zielonogórskim na mocy uchwały nr V/22/54 WRN w Zielonej Górze z dnia 5 października 1954. W skład jednostki weszły obszary dotychczasowych gromad Stare Kurowo, Kawki, Rokitno, Błotnica, Łącznica i Długie ze zniesionej gminy Stare Kurowo w tymże powiecie. Dla gromady ustalono 27 członków gromadzkiej rady narodowej.
1 stycznia 1958 do gromady Stare Kurowo włączono wsie Łęgowo, Głęboczek i Nowe Kurowo ze zniesionej gromady Łęgowo w tymże powiecie.
1 stycznia 1959 do gromady Stare Kurowo włączono wieś Pławin ze zniesionej gromady Gościmiec w tymże powiecie.
Gromada przetrwała do końca 1972 roku, czyli do kolejnej reformy gminnej. 1 stycznia 1973 w powiecie strzeleckim reaktywowano gminę Stare Kurowo (od 1999 gmina należy do powiatu strzelecko-drezdeneckiego w woj. lubuskim).